# Enoplognatha penelope
Enoplognatha penelope là một loài nhện trong họ Theridiidae.
Loài này thuộc chi Enoplognatha. Enoplognatha penelope được miêu tả năm 1982 bởi Heikki Hippa & Oksala.